# Nieuwe Waterweg
Il Nieuwe Waterweg (tradotto in italiano: nuova via d'acqua) è un canale artificiale del delta del Reno, della Mosa e della Schelda nei Paesi Bassi che collega il porto di Rotterdam con il Mare del Nord. Il canale, lungo 15 chilometri, largo da 480 a 675 metri e profondo da 14,5 a 16 metri, è una delle attuali uscite a mare del Reno.
Ha origine a ovest della città di Maassluis, dallo Scheur e termina nel Mare del Nord presso Hoek van Holland.
Il Nieuwe Waterweg è stato aperto nel 1872 per consentire l'accesso alle navi d'altura al porto di Rotterdam. A partire dal 1997 l'imboccatura del canale è protetta dalle inondazioni e dalle maree attraverso le chiuse del Maeslantkering.